# Halle Berry

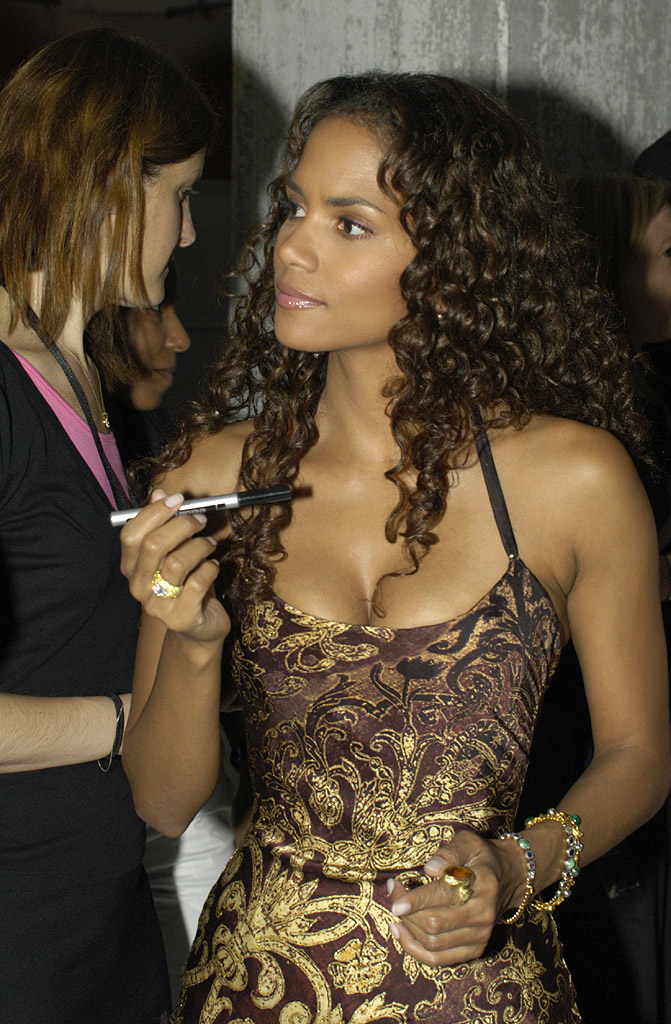
Halle Berry in Hamburg, 2004

Halle Maria Berry (Cleveland (Ohio), 14 augustus 1966) is een Amerikaans actrice en model. Ze won in 2002 de Oscar voor beste actrice voor haar rol in Monster's Ball. Ze was de eerste gekleurde actrice die deze Oscar won. Daarnaast kreeg ze meer dan 25 andere acteerprijzen toegekend, waaronder een Zilveren Beer (voor Monster's Ball), een Emmy Award en een Golden Globe (beide voor Introducing Dorothy Dandridge).
Op 3 april 2007 kreeg Berry een ster op de Hollywood Walk of Fame.

## Biografie
Berry heeft een Engelse moeder en een Afro-Amerikaanse vader. Voor ze actrice werd, deed ze mee aan missverkiezingen, waaronder Miss Teen All-American. Vervolgens werd ze ook model. Berry deed in 1986 mee aan de Miss USA-verkiezing, waarin ze tweede werd.
In 1989 kreeg Berry haar eerste rol in de televisieserie Living Dolls, een spin-off van Who's the Boss?. De serie hield niet meer dan twaalf afleveringen stand. Haar filmdebuut volgde in 1991 als drugsverslaafde in Jungle Fever van Spike Lee. Het jaar daarop stond ze tegenover Eddie Murphy in Boomerang. In 1993 speelde ze een jonge slavin in Alex Haleys miniserie Queen.
Berry verscheen in 1994 in een filmversie van The Flintstones als secretaresse Rosetta Stone, waarmee ze ook een jeugdig publiek bereikte. Het jaar daarop kreeg ze gemengde kritieken voor haar rol in het drama Losing Isaiah, met Jessica Lange als tegenspeelster. Haar ster was niettemin rijzende. In 1999 speelde ze Dorothy Dandridge in de televisiefilm Introducing Dorothy Dandridge, waarvoor ze een Golden Globe en een Emmy Award won. Privé ging het haar even minder voorspoedig. In februari 2000 reed ze door rood en veroorzaakte daarmee een auto-ongeluk, waarvan ze wegreed voor de politie er was.
Datzelfde jaar speelde ze superheldin Storm in de filmadaptatie van de striptitel The X-Men van Marvel Comics. Deze rol vertolkte ze ook in de vervolgen X2: X-Men United (2003) en X-Men: The Last Stand (2006).
In 2001 speelde Berry in Swordfish, een film die vooral ruchtbaarheid kreeg als de eerste waarin Berry haar borsten ontblootte. Datzelfde jaar was ze meteen een tweede keer naakt in een film te zien in Monster's Ball, waarin ze een seksscène deelt met Billy Bob Thornton. De film gaat over een vrouw die een relatie krijgt met de man die de leiding had over de executie van haar ter dood veroordeelde man (Puff Daddy) en ontving lovende kritieken. Voor haar rol kreeg Berry als eerste zwarte vrouw in de geschiedenis de Oscar voor beste actrice uitgereikt. Deze nam ze met groot vertoon van emoties in ontvangst.
De eerste film met Berry die uitkwam na de Oscaruitreiking was de James Bondfilm Die Another Day. Berry verschijnt in een scène als personage (bondgirl) Jinx uit de golven, gehuld in een oranje bikini, waarmee ze betrokken werd in een hommage aan eenzelfde scène uit Dr. No, de eerste James Bondfilm. Daarin maakte Ursula Andress op dezelfde manier haar entree.
De horrorthriller Gothika uit 2003 vormde geen hoogtepunt op Berry's cv. De film werd gekraakt door de critici en deed het matig in de bioscoop. Het was niettemin niet zo'n flop als Berry's volgende project Catwoman, de langverwachte autonome filmversie van het personage uit de Batmanstripreeks. De actrice zelf kreeg voor haar rol de antiprijs Golden Raspberry Award voor slechtste actrice. Berry kwam deze als derde persoon in de geschiedenis van de prijs (na Paul Verhoeven en Tom Green) in eigen persoon ophalen en toonde zich een sportief verliezer in haar ontvangstspeech, waarin ze zelf aangaf de film ook slecht te vinden. In 2005 sprak ze een stem in voor de tekenfilm Robots.

### Privéleven
Berry is driemaal getrouwd geweest. Haar eerste huwelijk was met de honkballer David Justice (1993-1997) en haar tweede huwelijk was met zanger Eric Benét (2001-2005). Berry heeft een dochter uit een andere relatie en een zoon uit haar derde huwelijk met acteur Olivier Martinez (2013-2016). Sinds 2020 is Berry samen met zanger Van Hunt.
Een ex mishandelde haar in 1991. Hierbij raakte haar trommelvlies geperforeerd, waardoor Berry slechthorend is en slechts 20% hoort met haar rechter oor. Zij verliet hierna deze partner.

## Prijzen en eerbetoon
- Berry kreeg in 2002 een Emmy Award en een Golden Globe door in de miniserie Introducing Dorothy Dandridge in de huid te kruipen van Dorothy Dandridge, de eerste zwarte actrice ooit die genomineerd werd voor een Oscar voor beste actrice (voor haar rol in de televisiefilm Carmen Jones uit 1954).
- Berry werd in 2008 door het mannenblad Esquire uitgeroepen tot meest sexy vrouw op aarde.

## Trivia
- Berry kwam tijdens de uitreiking van de Oscar lastig uit haar woorden en ze sprak haar dankwoord uit tussen het snikken door. De rede werd zo bekend dat Berry deze zelf persifleerde tijdens haar 'dankwoord' tijdens de uitreiking van de Golden Raspberry Award voor Catwoman. Hier nam ze haar Oscar mee naartoe.
- Berry lijdt aan diabetes (type 1).[4]

## Filmografie
- Moonfall (2022)
- Bruised (2020)
- John Wick: Chapter 3 – Parabellum (2019)
- Kingsman: The Golden Circle (2017)
- Kidnap (2017)
- X-Men: Days of Future Past (2014)
- The Call (2013)
- Cloud Atlas (2012)
- Dark Tide (2012)
- New Year's Eve (2011)
- Nappily Ever After (2010)
- Frankie and Alice (2009)
- Things We Lost in the Fire (2007)
- Perfect Stranger (2007)
- X-Men: The Last Stand (2006)
- Robots (2005, stem)
- Catwoman (2004)
- X-Men 2 (2003)
- Gothika (2003)
- Die Another Day (2002)
- Monster's Ball (2001)
- Swordfish (2001)
- X-Men (2000)
- Bulworth (1998)
- Why Do Fools Fall in Love (1998)
- B*A*P*S (1997)
- Executive Decision (1996)
- Race the Sun (1996)
- The Rich Man's Wife (1996)
- Losing Isaiah (1995)
- The Flintstones (1994)
- The Program (1993)
- Father Hood (1993)
- Boomerang (1992)
- The Last Boy Scout (1991)
- Strictly Business (1991)
- Jungle Fever (1991)

## Televisiewerk
- Extant (2014)
- Their Eyes Were Watching God (2005)
- Introducing Dorothy Dandridge (1999; ook als uitvoerend producent)
- The Wedding (1998)
- Alex Haley's Queen (1993; miniserie)
- Knots Landing (1991-1992)
- Living Dolls (1989; na 12 afleveringen stopgezet)